# Games for Windows
Games For Windows es una Plataforma de videojuegos de Microsoft que se remonta al menos a 2006, y fue revisado en 2007. Esta certificación para juegos en físicos para hacerlos operativos en Windows fácil y accesible como en populares consolas de videojuegos. La campaña ha sido promovida a través de convenio de quioscos a través de otros foros en 2006.
Games for Windows Live desapareció el 1 de julio de 2014. Fue remplazado por la plataforma Compañero de la consola Xbox para Windows.

## Historia
GFW debutó el 29 de mayo de 2007 con Shadowrun y Halo 2, ambos exclusivos para Windows Vista. GFW soporta logros, puntos y comunicación entre Pc y consolas, también permite juego cruzado entre ambos pero es por deseo del desarrolladores, y en realidad pocos juegos tuvieron capacidad para juego cruzado: Shadownrun, Dark Souls 1, Universe at War: Earth Assault and Lost Planet: Extreme Condition Colonies Edition entre otros. 
Al igual que Xbox divide a los usuarios en Silver y Gold, ser Gold es requerido para jugar en línea (independientemente si tiene juego cruzado o no) del mismo modo que Xbox Gold es requerido en su caso, afortunadamente si eras Gold en tu consola, también lo eras en GFW. Sin embargo, a partir del 22 de julio de 2008, Microsoft anunció en el Gamefest 2008 que el acceso en línea ahora es gratuito, añadiendo la palabra Live a su nombre. Al igual que su contraparte de consola, los usuarios podrán descargar contenido como demos de juegos, accesorios, fotos y juegos. Algunos temas serán gratis, mientras que otros tendrán que ser pagados por el uso de "Microsoft Points", según lo determinado por el editor de dichos puntos. Microsoft también tiene previsto hacer de los Games For Windows - Live con una interfaz más amigable, y reducir los requisitos técnicos para desarrolladores.

### Tray and Play
Es una tecnología desarrollada por Microsoft para Windows Vista. Permite a los usuarios poner el disco del juego en una unidad de discos ópticos y empezar a jugar casi de inmediato, mientras que el juego se instala en el fondo. El primer y actualmente único juego para el uso comercial de esta tecnología es la versión para Windows de Halo 2. Más tarde reapareció como una característica del Xbox One

### Embalaje de los juegos
Los videojuegos que se venden bajo la plataforma son distribuidos en un packaging de diseño estándar para facilitar la identificación y distinguirlos de títulos que se venden a través de otra distribución. En la zona superior de la caja en la que se guarda el soporte óptico del juego se incluye el logotipo de "Games for Windows"; el arte de tapa (fuera de la zona del logotipo) es exclusivo de cada juego y no depende de Microsoft ni de la marca "Games for Windows".

## Normas de Plataformas
Juegos que deseen ser incluidas en los Juegos de la plataforma de Windows deben cumplir ciertos requisitos regulados por Microsoft. Estos incluyen:
- Una "Instalación sencilla", opción que se instala el título en su PC en el menor número posible de pasos y clics de ratón.
- Compatibilidad con el Windows Vista Games Explorer (véase más adelante).
- Se instala y ejecuta correctamente en x64 las versiones de Windows Vista y es compatible con procesadores de 64 bits (aunque el juego en sí mismo puede ser de 32-bit).
- Soporta resoluciones normal y panorámica, como la relación de aspecto 4:3 (800 x 600, 1024 x 768), relación de aspecto 16:9 (1280 x 720), y 16:10 relación de aspecto (1280 x 800, 1680 x 1050, 1920 x 1200).
- Soporta los controles parentales y familiares en la configuración de las características de Windows Vista.
- Lanzamiento de Windows Media Center (Windows Vista Home Premium y Windows Vista Ultimate y Windows 7) tienen Windows Media Center.
- Soporte del mando Xbox 360 para Windows, si los controladores de juego es compatible con otras.

## Windows Vista Games Explorer
Incluido con todas las versiones de Windows Vista, esta carpeta especial muestra los diferentes juegos instalados en el ordenador. Cuando un juego compatible es instalado, el sistema añade el juego del acceso directo al Explorador de Juegos y descarga también la caja de arte del juego y la clasificación de contenidos de información (por ejemplo, ESRB, PEGI, CERO, etc) para que los desarrolladores del juego, ya sea a través de los propios archivos de definición de juego o de la información proporcionada por todos los medios de comunicación Guía de Media.
Compatibilidad generalmente depende de la edad o la popularidad de los juegos con los juegos más nuevos que tengan una mejor compatibilidad. Por ejemplo, StarCraft es totalmente compatible a pesar de ser casi una década más de Windows Vista. Si un juego no es compatible con el Explorador de Juegos, el usuario puede agregar manualmente un juego arrastrando un acceso directo del juego al Explorador (aunque existe una gran posibilidad de que la caja y la casilla de calificación información falte). 
El Explorador de juegos es totalmente compatible con el controlador parental del Windows Vista. Los padres pueden restringir el tiempo que un niño puede jugar y qué tipo de juegos que él o ella puede jugar (sobre la base de calificaciones y / o títulos específicos).

## Magazine
Games for Windows: Magazine es el título de una revista de videojuegos hecho por Ziff Davis Media y Microsoft. La fecha de publicación de su primer número fue en noviembre de 2006. A partir de abril / mayo de 2008, la revista ya no está en la impresión y la redacción se ha integrado con rama de PC 1UP (1UP.com)